# Portadown
Portadown (Iers: Port an Dúnáin) is een Noord-Ierse stad in de County Armagh.
De stad ligt aan de rivier de Bann zo'n 38 kilometer van Belfast en heeft ongeveer 22.000 inwoners. De stad werd rond 1600 voor het eerst genoemd en is tegenwoordig een belangrijk spoorwegknooppunt. 
In de jaren negentig werd de stad bekend vanwege het zogenoemde Drumcree conflict waarbij de jaarlijkse Oranjemarsen centraal stond. Hierbij wilden de protestantse Oranjemannen door een katholieke wijk marcheren wat vaak uitliep op gewelddadigheden.

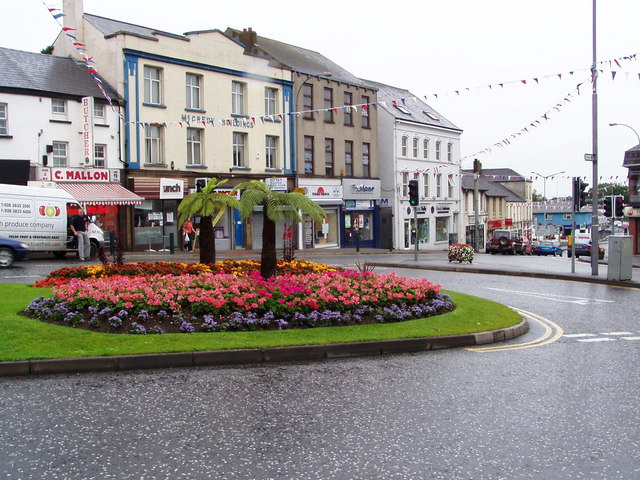
Castle Street in Portadown
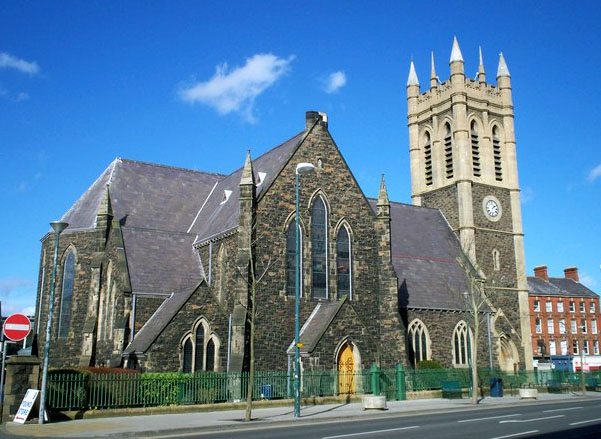
Anglicaanse kerk St Mark's in Portadown

## Geboren
- Robin Morton (1939-2021), folkmuzikant
- Jamie Robinson (1994), voetbalscheidsrechter